# Wharncliffe Side
Wharncliffe Side es una localidad situada en el condado de Yorkshire del Sur, en Inglaterra (Reino Unido), con una población estimada a mediados de 2016 de 1379 habitantes.
Se encuentra ubicada al sur de la región Yorkshire y Humber, cerca de la frontera con la región Midlands del Este, de la orilla del río Don y de la ciudad de Sheffield —la capital del condado—.